# Метаморфози Нарциса
«Метаморфо́зи Нарци́са» — картина іспанського художника  Сальвадора Далі в стилі сюрреалізму, написана у 1937 році за мотивами міфу про Нарциса. Далі створив цю картину повернувшись до Парижа після свого грандіозного успіху в Америці.
Ця невеличка картина мала особливе значення для Сальвадора Далі, була ключовим міфом, на якому побудована «даліністська міфологія», досить відверта, щоб претендувати на такий статус, і досить заплутана, щоб не розкрити всю істину. 
Цю картину Далі показував  Зигмунду Фрейду під час їх єдиної зустрічі в Лондоні у липні 1938 року як свідчення того, що він є прихильником фрейдівського вчення.
У цьому сенсі картина «Метаморфози Нарциса» стала для Сальвадора Далі поворотною роботою, що знаменує перехід від сюрреалізму, як «чистого автоматизму», на вищий щабель, яку, на думку Далі, і являв собою його метод.
За грецькою міфологією, Нарсис закохався в своє власне віддзеркалення у воді. Не маючи змоги пізнати водяний образ, він зачах, і боги перетворили його на квітку. Далі показує це перетворення подвійним образом фігури, що сидить навприсядки на березі озера і руки, яка тримає яйце з якого проростає квітка нарциса.
Нарцис - син річкового бога Кефиса і німфи Ліріоли, юнак надзвичайної краси, уваги якого домагалися тисячі осіб як чоловічої, так і жіночої статі, але гордий і самозакоханий Нарцис з презирством відкидав їх любов, прирікаючи їх на муку, а декого і на смерть . Відкинуті кликали Немезіду, і та послухала їх благання покарати холодного нахабу.
Щоб все прояснити та ще надійніше заплутати, Далі написав довгий супровідний вірш до картини, в якому дає точні вказівки, як на це дивитись. Відійдіть і, дивлячись суворо розсіяним поглядом, зачекайте, коли настане момент істини міфу, метаморфози - фігура Нарциса зникне, розчиниться і з його тіні вирисується контур руки, що тримає насіння. З цього насіння виросте новий нарцис - тепер квітка. Контури руки точно повторяться у статуї з вапняку, що тримає яйце, з якого вже проростає квітка.
На задньому плані фігура Нарциса встановлена на п'єдестал у позі, що повторює класичні скульптури або скульптури епохи Ренессанса. Ви можете розглянути третє зображення Нарциса, що видніється за горами. Відповідно до поеми Далі, це бог снігів, тала пристрасть.
Зображення на картині залито різким світлом, яке змушує предмети відкидати глибокі тіні. Одна з таких тіней привертає увагу глядача до лиховісної собаки.
На середньому плані, між Нарцисом і рукою, зображена група оголених фігур. У своїй поемі Далі описує їх як «гетеросексуальну групу» в стані «підготовки до виверження» - трактувати цю метафору, мабуть, слід в сексуальному сенсі.
Перегукується за формою з ногою Нарциса, скам'яніла рука має у своєї основи горизонтальну тріщину, відповідну лінію, по якій нога юнака з'єднується з його відображенням.
Тріщини на великому пальці і мурахи, що повзуть по руці, роблять виразним відчуття смерті і розкладу, в той час як яйце і квітка є символами народження і розквіту.
Завдяки своїй віртуозній техніці, Далі вдалося створити ряд подвійних образів, що вражають своєю фотографічною точністю.  
Коли ця картина вперше експонувалася, вона супроводжувалася довгою поемою, написаною Далі. Разом слова і зображення навівали гаму емоцій на тему перетворень (метаморфоз), у тому числі тривогу, огиду і бажання.
Суть метаморфози - у перетворенні фігури нарциса у величезну кам'яну руку , а голови - в яйце (або цибулину ). Далі використовує іспанську приказку «Цибулина в голові проросла» , яка позначала нав'язливі ідеї та комплекси . Самозакоханість юнака - один з таких комплексів. Золотиста шкіра Нарциса - відсилання до вислову Овідія ( чиєю поемою «Метаморфози», яка розповідала в тому числі про Нарциса, і була навіяна ідея картини): «золотий віск повільно тане і витікає від вогню ... так тане і витікає любов». 
Якби мова йшла про просто сюрреалістичної картини, Далі примудрився б вмістити обидва образи - руку і Нарциса в одне зображення, зробити «два в одному», що, власне і називається подвійним образом, у створенні яких він був надзвичайно майстерним. Але «Метаморфози Нарциса» створено в дусі параноїко-критичного методу - і тому, за словами Далі, ми бачимо перед собою «перше явище сюрреалістичної композиції, що включає в себе послідовну інтерпретацію ірраціонального сюжету». 
Іншими словами, це «роздвоївся подвійний образ», на зразок того, що ми бачимо в картині «Лебеді, відображені в слонах», написаної відповідно до того ж методу.
Ця картина та цей вірш - перші в історії, створені за допомогою критичного методу параної, стверджує Далі. Цей метод, власний винахід художника, став викликом сюрреалістичному автоматичному методу. Метод Далі активний і домінує над реальністю, перемальовує його відповідно до гри думок, словесних каламбурів, поєднання різних образів і культур. Автоматизм, який проповідує Бретон (лідер сюрреалістів), є пасивним методом, коли художник чи поет підкоряється дійсності, без вагань приймає все, що вона готова йому запропонувати, і слушно переносить цей потік у твір. Одним словом, мозок Далі ніколи не спить і генерує математично точні зображення, а решта сюрреалістів бродять уві сні і діляться цією нісенітницею з усіма. Далі занадто розумний, щоб просто марити. І досить божевільний, щоб все-таки потрібні були якісь особливі фокуси, такі як автоматичне написання.